# 替代性DNS根
互联网使用域名系统以关联数字的IP地址和人类可读的域名。域名结构的最高级，根網域名稱伺服器包括了作为所有域名的后缀的顶级域名。最广泛使用的（也是最早的）DNS根服务器是由互联网名称与数字地址分配机构（ICANN）管理的。同时，一些组织也运作着替代性DNS根（英語：Alternative DNS root）。
这些替代性域名系统运行自己的根域名服务器，并通常管理自己的特定名称空间，包括自定义顶级域名。
互联网架构委员会在RFC 2826中表示强烈反对替代性DNS根。

## 总览
DNS根区域记录了所有顶级域名的权威域名服务器。根区域被托管在位于世界各地的一系列根網域名稱伺服器，由多个组织各自运作，所有服务器都使用由ICANN管理的特定的、已批准的域列表。相比之下，替代根通常包括指向 ICANN 授权域的所有 TLD 服务器的指针，以及未经 ICANN 批准的其他自定义顶级域的名称服务器。一些替代根也正是由这些管理自定义顶级域的组织运作的。

## 实现
一些组织提供替代DNS根服务，例如额外的顶级域。

### Handshake
Handshake是一项使用区块链和加密货币技术的去中心化的实现，提供一个为ICANN运作的13台根服务器的点对点的替代。
与其他尝试不同的是，Handshake目标不在于代替现有的DNS，而是寻求通过允许任何人投标、登记和管理他们自己的顶级域名而不需要中间注册商或授权机构，以补充和提高现有的DNS系统。
由于根区域文件记录并非中心管理，而是存储在公共的区块链上，Handshake顶级域名的所有者可以直接增加或修改权威名称服务器上的顶级域名的资源记录，也可以直接设定DNSSEC。
现有的顶级域名在Handshake区块链中保留，以解析传统的域名（比如.com、.org、.net之类），通过Handshake节点或者域名服务器重定向回ICANN的根服务器。
此外，前10万个最受欢迎的域被保留为Handshake顶级域名，可由域的原始所有者兑换。

### Namecoin
Namecoin 是支持替代顶级域 .bit 的区块链和加密货币。

### OpenNIC
OpenNIC是由用户所有并控制的InterNIC和ICANN的替代，其提供一个非国家性的、民主的传统域名注册的替代。
OpenNIC 服务器可以解析所有ICANN顶级域名，一些OpenNIC原始顶级域名，以及与它们达成对等协议的其他替代DNS根的解析。

### 雪人计划
雪人计划（英語：Yeti DNS Project）是建造专注于IPv6的替代性DNS根的一次尝试。
该项目由中国国家机构赞助，旨在试验不同的新DNS相关技术，使主权国家能够探索和控制互联网并增强其网络主权。

### .chn
.chn是一个新的顶级域名，其为一个中国的物联网网络提供自己的根域名服务器。
其开发者声称中国对此替代性根域名系统和配套的物联网拥有自主知识产权，并且其将成为世界第二大计算机网络。
据称，此网络是IPv9十进制网络的一部分。

### 俄罗斯国家域名系统
俄罗斯国家域名系统（俄语：НСДИ）是起始于2019年，由俄罗斯联邦通信、信息技术和大众传媒监督局创立的替代性DNS根计划，并将逐渐成为所有俄罗斯互联网服务提供商的强制要求。截至2021年3月，服务器位于莫斯科互联网交换中心。该计划的使命是为俄罗斯所有互联网用户提供替代性DNS根，主要目标是在即使与国际互联网断开时仍能继续俄罗斯的网络。（主权互联网法案）

## 废弃实现

### 开放根服务器网络
开放根服务器网络（英語：Open Root Server Network，简称ORSN）是一群与ICANN“官方”根服务器保持同步的另一个根服务器网络，其也提供由ORSN社区运营的公共DNS服务器。不过其已经于2019年5月终止DNS服务和项目本身。

### AlterNIC
AlterNIC成立于ICANN之前，曾经挑战InterNIC在域名管理的单独垄断。

### eDNS
eDNS，全称为Enhanced Domain Name Service（增强的域名服务），是由芝加哥地区MCSNet的卡尔·丹宁格领导的互联网服务提供商联盟建立。
1998年停止运营。该系统提供以下顶级域名的服务：
- biz（通用的商业使用）
- corp（公司）
- fam（为家庭，关于家庭的）
- k12（为儿童，关于儿童）
- npo（非营利组织）
- per（个人域名）
- web（基于Web的站点，Web页面）

### Open RSC
ICANN对DNS命名空间的控制的最著名的挑战者之一是Open RSC（Open Root Server Confederation），从私密讨论中成长起，后来发展为一个公共邮件列表。其发展到足够大规模后，该讨论组决定向美国政府提交申请以运行DNS。
在对 DNS 的运营方式进行了广泛的公开讨论后，该组织发布了公司章程，概述了 ORSC 的立场。
ORSC 发布了一个根区域，其中包含ICANN根区域中没有的其他顶级域。